# Barcoo
Barcoo är en kommun i Australien. Den ligger i delstaten Queensland, omkring 1 100 kilometer väster om delstatshuvudstaden Brisbane. Antalet invånare var 267 vid folkräkningen 2016.
Följande samhällen finns i Barcoo:
- Windorah

Omgivningarna runt Barcoo är i huvudsak ett öppet busklandskap. Trakten runt Barcoo är nära nog obefolkad, med mindre än två invånare per kvadratkilometer. Genomsnittlig årsnederbörd är 304 millimeter. Den regnigaste månaden är februari, med i genomsnitt 77 mm nederbörd, och den torraste är april, med 1 mm nederbörd.